# Копосов, Николай Евгеньевич
Никола́й Евге́ньевич Ко́посов (род. 11 октября 1955) — советский и российский историк и философ, декан Смольного института свободных искусств и наук Санкт-Петербургского государственного университета. Доктор философских наук, кандидат исторических наук, профессор.
Область научных интересов — история Европы (новое время), социальная история Франции, история социальных наук, историография и другие.

## Биография
Выпускник исторического факультета ЛГУ (1977).
Преподавал в ЛГУ (кафедра средних веков) (1977—1990 гг.) и в Ленинградском государственном педагогическом институте им. А. И. Герцена (1988—1992 гг.).
Стипендиат Будапештского коллегиума.
В 1980 году защитил кандидатскую диссертацию по истории по теме «Представления о византийской автократии во французской общественной мысли XVII века», в 2002 году — докторскую диссертацию по философии по теме «Пространственное воображение и язык в формировании социально-исторических понятий».
Приглашенный профессор, Высшая школа социальных исследований, Париж (1993—1995 гг.).
С 1996 года работает в Смольном институте свободных искусств и наук и в Европейском университете в Санкт-Петербурге.
В 2012—2013 гг. работал приглашенным профессором в университете Джонса Хопкинса (Балтимор, США).
Жена — Дина Хапаева, преподаватель, позже заместитель директора Смольного института по научной работе, с 2009 года — исследователь в Хельсинкском университете.

### Статьи (неполный список)
- Логика демократии. Новое литературное обозрение (2003, №64). Дата обращения: 18 августа 2013.
- Дьявол в деталях (По поводу книги Карло Гинзбурга «Мифы — эмблемы — приметы»). Новое литературное обозрение (2004, №65). Дата обращения: 18 августа 2013.
- К «спору о методах». «Неприкосновенный запас» (2004, №3(35)). Дата обращения: 18 августа 2013.
- К оценке масштаба сталинских репрессий. polit.ru (11 декабря 2007). Дата обращения: 18 августа 2013.
- История и правосудие. polit.ru (26 апреля 2010). Дата обращения: 18 августа 2013.
- Будет ли в России «блестящее тридцатилетие»?). polit.ru (7 февраля 2012). Дата обращения: 18 августа 2013.
- «Как реформировать историческое образование в России»[2]